# Pestera
Pestera (románul: Peștera) falu Romániában, Brassó megyében. A Törcsvári-szorosban helyezkedik el, közigazgatásilag Alsómoécs községhez tartozik.

## Fekvése
Szeres település Brassó megye déli részén, 1000–1150 méteres magasságban, a Királykő-hegység keleti oldalán. A Corboșeștilor, Coacăza, és Bisericii dombok gerinceire épült. A DJ112G és a DC58 utakon közelíthető meg; Alsómoécstől 4 kilométerre nyugatra, Brassótól 30 kilométerre (közúton 40 kilométerre) délnyugatra helyezkedik el.

## Története
Mint települést először 1805-ben említették Pestere néven. A név a 'barlang' jelentésű román peșteră szóból való. Azonban a barlang szájánál már 1758 előtt is állt egy ortodox fatemplom. A hagyomány szerint ez volt a legrégibb templom Törcsvár vidékén. 1780-ban Alexandru Ipsilanti havasalföldi vajda évi száz tallért ítélt meg a mellette élő szerzeteseknek, amiből 1797-re felújították.
Vidékével együtt előbb Brassó örökös birtoka volt, majd 1863-ban Fogaras vidékéhez, 1876-ban Fogaras vármegyéhez, végül 1925-ben Brassó megyéhez csatolták. 1872-ban vált ki Törcsvárból és 1882-ben alakult önálló községgé. 1852-ben épült saját iskolája.
Festői környékének és a túralehetőségeknek köszönhetően a közelmúltban jelentősen megnőtt a turisták, kikapcsolódni vágyók száma, és ennek következtében számos panzió, szálló épült.

## Népessége
1850-ben 503 fő lakta, mindannyian románok. A lakosság száma 1941-ig növekedett (ekkor 1115-en lakták), majd csökkenni kezdett. A 2011-es népszámlálás szerint 493 lakosa van; közülük 482 vallotta magát románnak, 11 nem nyilatkozott.

## Leírása
- Területén található a Denevérek barlangja(wd), melyről a falu a nevét kapta.[6] Népi neve Peștera Mare (Nagy barlang) vagy Peștera Badichii (Badică barlangja). Jura mészkőben kifejlődött, meleg levegőjű barlang 950 méter tengerszint feletti magasságban. Hossza 370, szintkülönbsége tíz méter, és keskeny ér fut benne. Több különleges denevérfaj otthona. Utcai ruhában könnyen bejárható, bár a denevérek ürüléke ellen érdemes védőviseletről gondoskodni.[7]